# Немиринці (Теофіпольська селищна громада)
Неми́ринці —  село в Україні,  у Теофіпольській селищній громаді Хмельницького району Хмельницької області. Населення становить 247 осіб. До 2020 орган місцевого самоврядування — Воронівецька сільська рада.

## Історія
Неми́ринці' — колишнє власницьке село. Як зазначається у документах Центрального державного історичного архіву України в м. Києві (виписка із кременецьких ґродських книг, ЦДІАУК ф. 22), до 1561 року на місці села Немиринці було село Макарівці. Але воно було знищене, мабуть, татарами. Власник землі боярин Василь Григорович Немира на місці пустого селища Макарівці в 1561 році заклав нове село і назвав його своїм прізвищем – Немиринці: "у 1561 р. господарський боярин Василь Григорович Немира просив у старости, аби той надав йому пусте сільце Макарівці і ставок на річці Жерді.
7 (20) листопада 1917 року, відповідно до.Третього Універсалу Української Центральної Ради, увійшло до складу Української Народної Республіки.
12 червня 2020 року, відповідно до розпорядження Кабінету Міністрів України № 727-р «Про визначення адміністративних центрів та затвердження територій територіальних громад Хмельницької області», увійшло до складу Теофіпольської селищної громади.
19 липня 2020 року, в результаті адміністративно-територіальної реформи та ліквідації Теофіпольського району, село увійшло до складу Хмельницького району.